# تب بهاری (فیلم ۱۹۱۹)
تب بهاری (به انگلیسی: Spring Fever) یک فیلم کمدی کوتاه آمریکایی به کارگردانی هال روچ بازی هارولد لوید است که در سال ۱۹۱۹ منتشر شد.

## بازیگران
- هارولد لوید
- اسناب پالرد
- ببه دنیلز
- جورج آرتور
- ری بروکس
- سمی بروکس
- لایج کانلی
- باد جیمیسون
- مارک جونز
- دی لمپتون
- گاس لئونارد
- فرد سی. نیومیر
- ای جی ریتر
- چارلز استیونسون
- نوآ یانگ
- والاس هاو

## وضعیت حفظ فیلم
چاپ این فیلم در بایگانی فیلم موزه جرج ایستمن ، بایگانی فیلم و تلویزیون UCLA و آرشیو فیلم ملی انستیتوی فیلم بریتانیا وجود دارد. 